# Solitaire

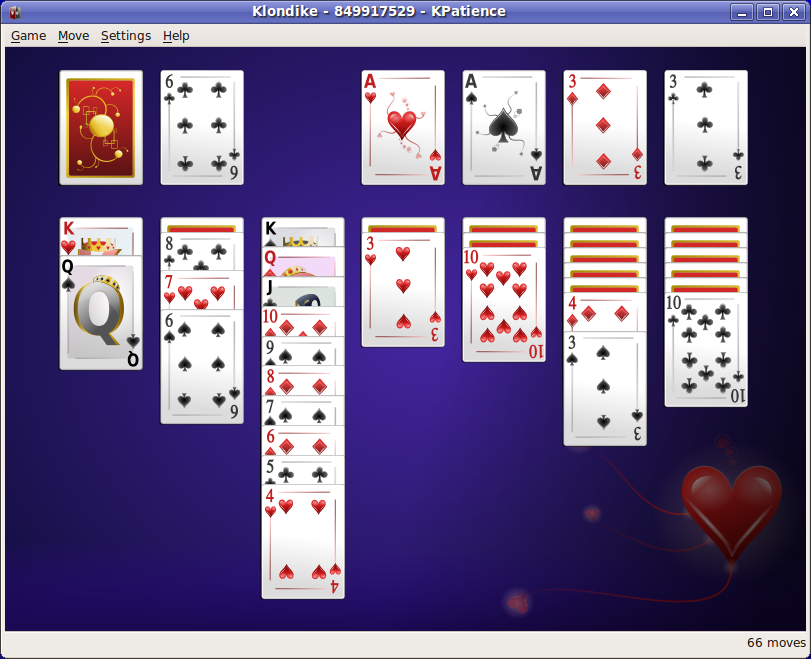

Solitaire este un joc de masă pe care îl poți juca cu minim o persoană, de obicei cu cărți, dar și cu piese de domino. Termenul "solitaire" este, de asemenea, utilizat pentru jocurile de concentrare și îndemânare pentru un singur jucător, folosind un set de dale⁠(d), cârlige sau pietre. Printre aceste jocuri se numără peg solitaire⁠(d) și mahjong solitaire⁠(d). Jocul este cel mai adesea jucat cu o singură persoană, dar se poate juca și cu un număr mai mare de participanți.

## Istoric
Originile cărților de Solitaire sau Patience nu sunt clare, însă primele înregistrări apar la sfârșitul anilor 1700 în nordul Europei și Scandinavia Termenul Patiencespiel apare în Das neue Königliche L’Hombre-Spiel, o carte germană publicată în 1798. Cărțile au fost, de asemenea, apărute în Suedia și Rusia la începutul anilor 1800. Există referințe suplimentare la Răbdare în literatura franceză . În Statele Unite, Ednah Cheney a publicat prima carte Solitaire de cărți, Patience: O serie de treizeci de jocuri cu cărți, în 1870

## Jocuri video
A fost adaptat pentru prima dată ca joc video în anii 1970 pentru computerele cu sistemul PLATO (Paul Alfille în 1979).